# Abbaye de Cassan
Pour les articles homonymes, voir Cassan.
Le prieuré de Cassan, également appelé abbaye de Cassan ou château de Cassan, est un édifice du XVIIIe siècle classé au titre des monuments historiques.
Il est situé sur la commune de Roujan, dans le département français de l'Hérault en région Occitanie. 

## Histoire
En 1080, un prieuré est fondé grâce à une donation de terres faite par la famille Alquier, puissante famille de la région de Béziers, à quelques chanoines qui avaient quitté vers 1066 le chapitre de la cathédrale Saint-Nazaire de Béziers. Le second prieur, Guiraud (1070-1123) va donner au monastère sa renommée. Sous sa direction, la notoriété du lieu attire les donations de l'aristocratie de toute la région.
La règle suivie est celle de saint Augustin et les membres du prieuré sont des chanoines.
Leur nombre atteindra le chiffre de quatre-vingt.
Une nouvelle église prieurale est consacrée le 6 octobre 1115. De nombreuses reliques accroissent la renommée du prieuré (un des quatre Saints Suaires du Christ connus en Occident, des reliques du Saint-Sépulcre, de la Couronne d'épines, de sainte Marthe…). Ce lieu servira de nécropole pour la noblesse de Béziers et de toute la région. Les donations affluent, son patrimoine s'étend sur soixante-seize communes, le prieuré connaît alors une de ses périodes les plus glorieuses.
Le XIIIe siècle marque un tournant décisif pour le prieuré. Le pape Innocent III, à l'origine de la croisade contre les Cathares, promulgue une bulle d'exemption en faveur du prieuré conventuel de Cassan, le soumettant directement au Saint-Siège ; le prieuré échappe ainsi à la juridiction des évêques de Béziers ; dans le domaine spirituel il n'a de comptes à rendre qu'au pape à Rome. Au niveau du temporel, les chanoines se donnent le roi de France Louis IX pour suzerain en 1268, d'où le nom de prieuré royal.
Au XIVe siècle, la peste noire et la guerre de Cent Ans frappent durement le prieuré ; le monastère est fortifié pour protéger la communauté des méfaits des routiers ; en 1384, il ne reste plus que quarante chanoines.
Les guerres de Religion vont aggraver les difficultés. En 1539, puis de nouveau en 1563, les troupes protestantes avec à leur tête Jacques de Crussol et Claude de Caylus (Seigneur de Faugères) incendient et pillent le monastère.
Le déclin amorcé au XIVe siècle se poursuit dans les siècles suivants ; en 1605 le prieuré n'héberge plus que sept ou huit chanoines.
En 1671 le prieuré est rattaché à l'abbaye Sainte-Geneviève de Paris.
Dans la seconde moitié du XVIIIe siècle, le prieur commendataire Pas de Beaulieu rebâtit le monastère. Les bâtiments médiévaux sont entièrement rasés et reconstruits dans le style de l'époque. Le somptueux palais conventuel serait l'œuvre d'un membre de la famille Giral, qui compta plusieurs architectes à Montpellier. L'église voit son chevet modifié, mais pour le reste elle n'est que remaniée, ce qui en fait le seul témoin architectural du monastère roman élevé par saint Guiraud au début du XIIe siècle.
À la Révolution française, les chanoines, qui ne sont plus que cinq, sont chassés. Le prieuré est déclaré bien national ; il est vendu en mars 1791 à Marc Antoine Thomas Mérigeaux, avocat à Pézenas, qui l'aurait acheté pour le compte du prince de Conti afin d'y loger sa maîtresse Madame de Brimont. Le monastère prend alors sa nouvelle appellation laïque de « château de Cassan ».
Au cours des XIXe et XXe siècles, le prieuré-château de Cassan connaît plusieurs propriétaires. L'État l'achète pour y héberger des centres de formations administrés par le ministère de l'Éducation nationale puis par le ministère des DOM-TOM.
En 1995, Cassan est vendu par l'Etat à Claude et Mireille Charrier qui l'ouvrent au public et restaurent les jardins. Le château est acheté en 2002 par un groupe immobilier qui y développe actuellement (mars 2011) des programmes d’innovation pour entreprises et vise à en faire un centre européen de prévention et de recherches sur le bien-être au travail. Ce projet est mené par Gabor Mester de Parajd, architecte en chef des monuments historiques.
L'édifice et ses abords sont ouverts à la visite et accueillent différents évènements culturels, telles que des expositions d'art : en juillet 2011, l'exposition photographique Strange Surfaces : Metal, de l'artiste Amanda Bouchenoire, a été présentée.

## Protection
L'église du prieuré fait l’objet d’un classement au titre des monuments historiques depuis le 14 janvier 1953. L'aile ouest dite « Le Château » et l'aile sud jusqu'au pigeonnier (inclus) font l’objet d’une inscription au titre des monuments historiques depuis le 14 janvier 1953.
Le prieuré Notre-Dame de Cassan (façades et toitures), les ferronneries, la cour de l’ancien cloître, sa grande galerie au rez-de-chaussée, le grand escalier avec sa rampe en ferronnerie, l'ancien réfectoire devenu le grand salon aux boiseries, les terrasses avec leurs ferronneries, le jardin avec les constructions qu'il abrite, dont le pavillon sud-ouest font l’objet d’un classement au titre des monuments historiques depuis le 26 janvier 1998.

## Galerie

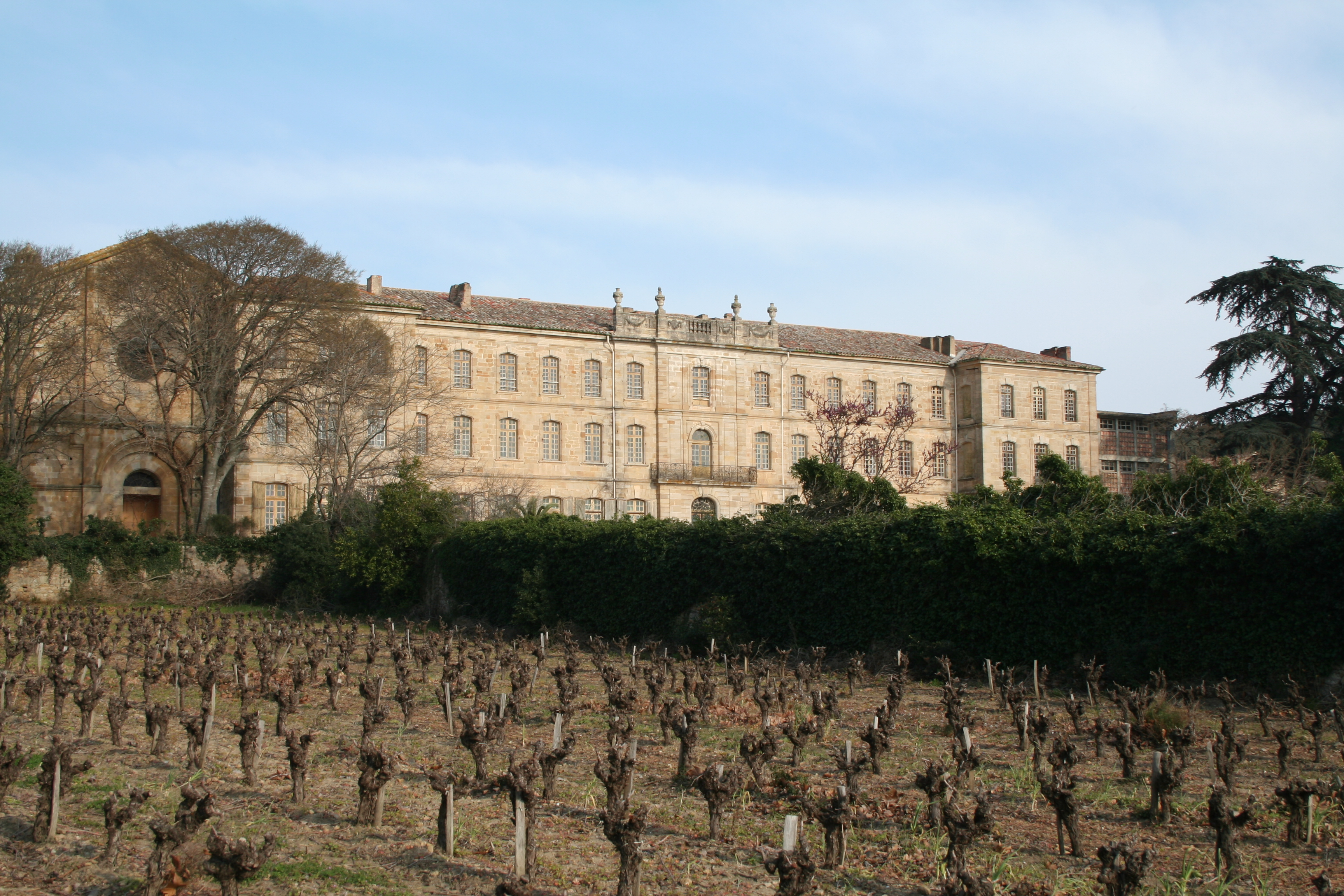
Façade occidentale.
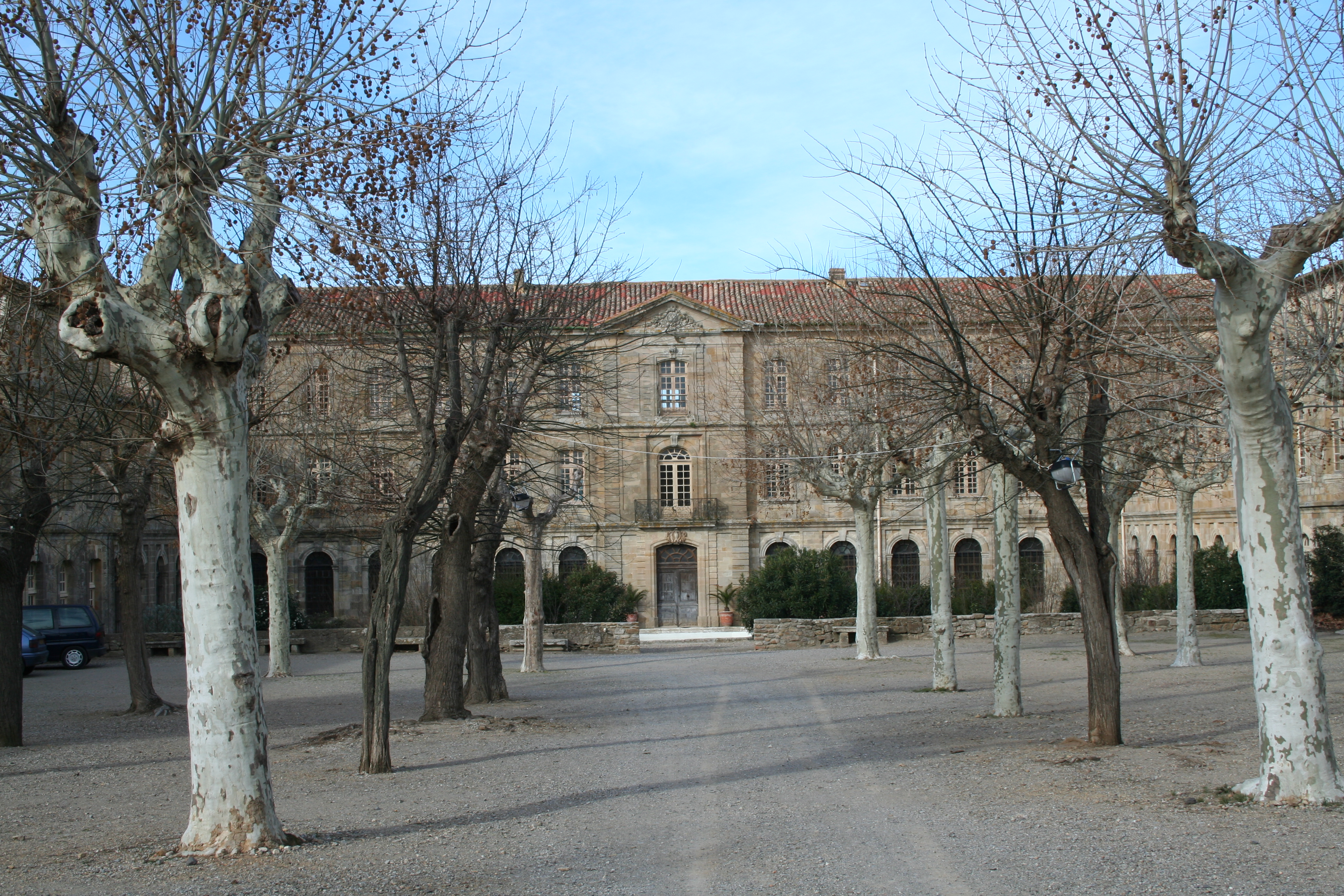
Entrée de l'abbaye.
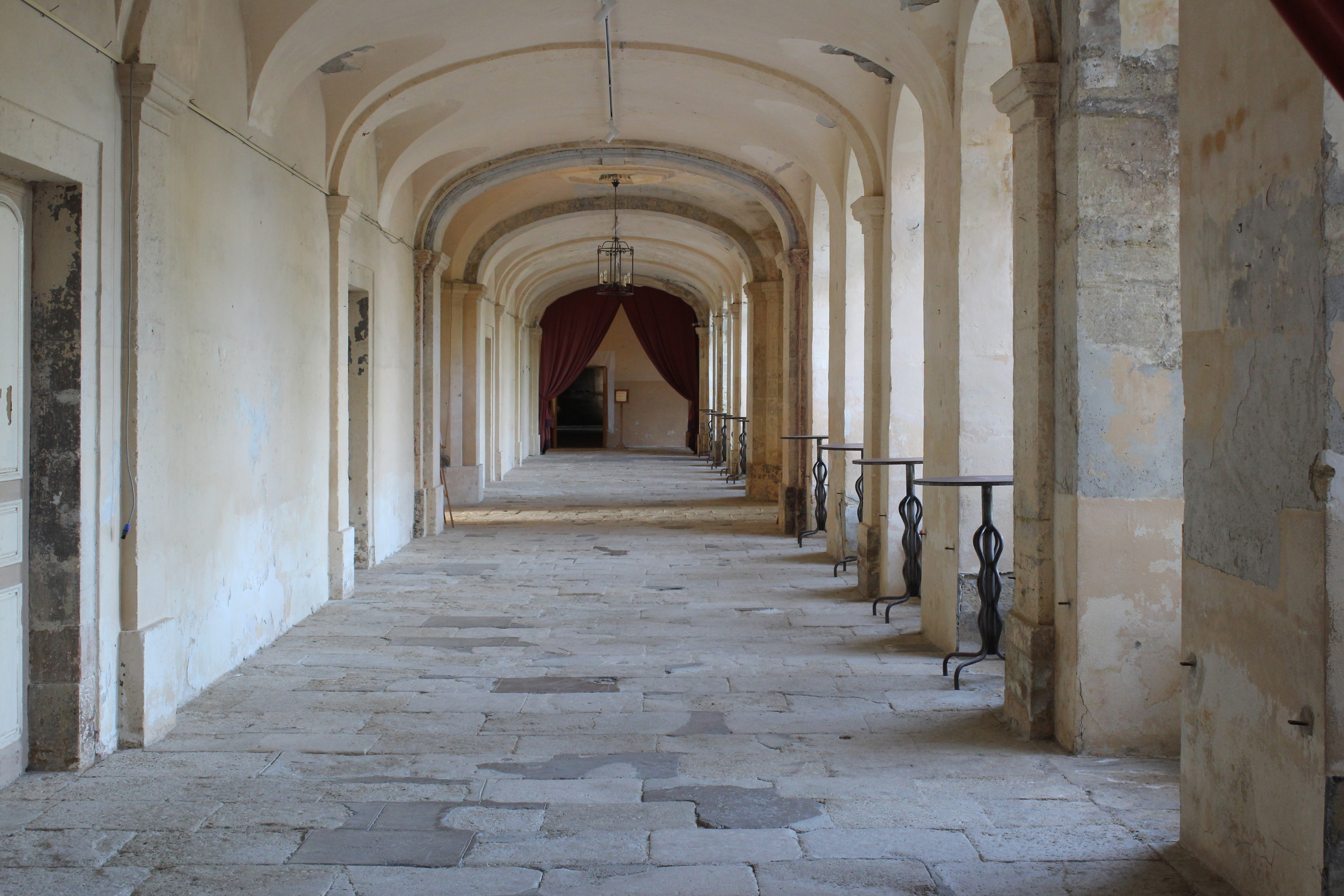
Couloir du château.
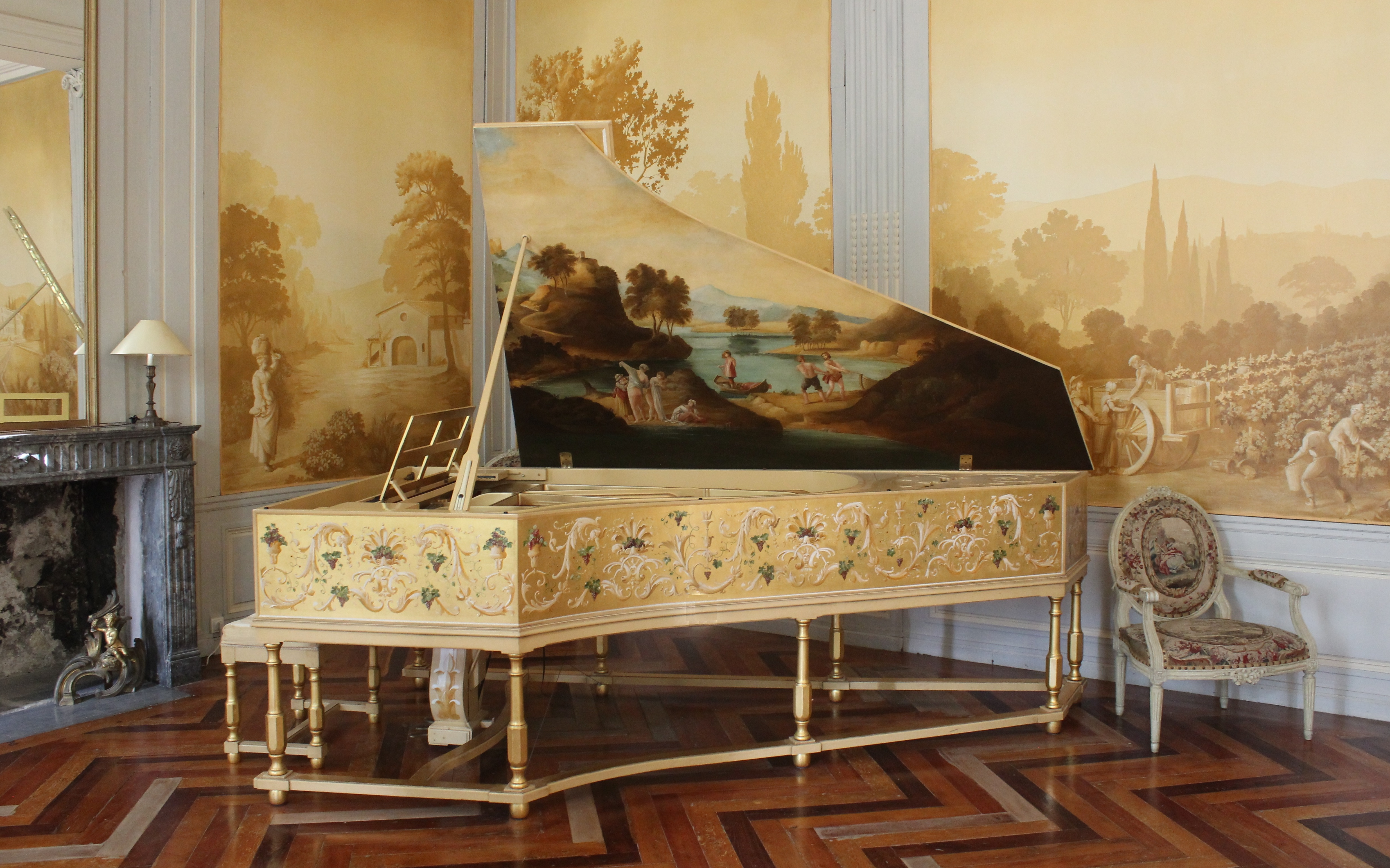
Le piano de madame de Brimont au salon de musique.
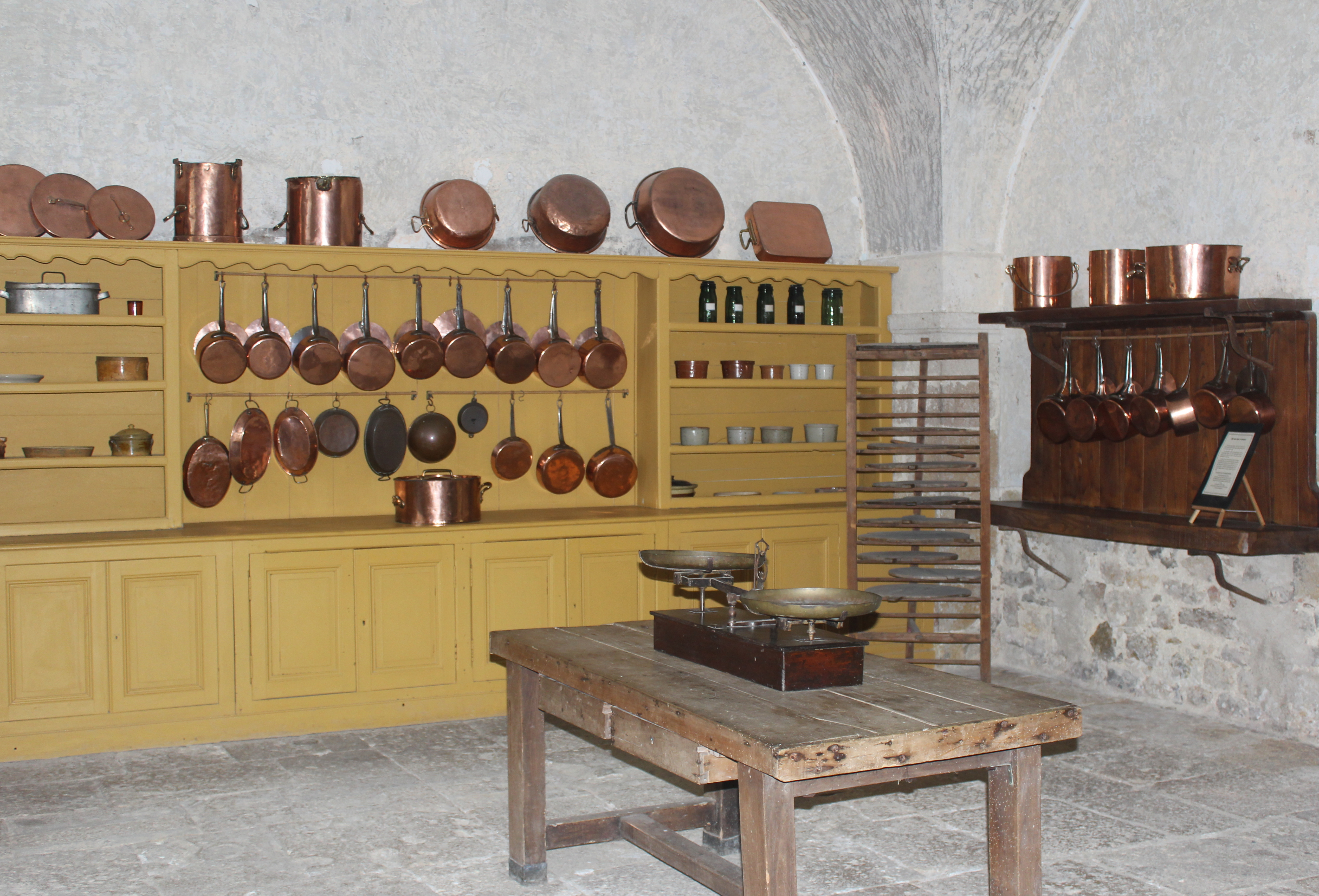
Cuisine.
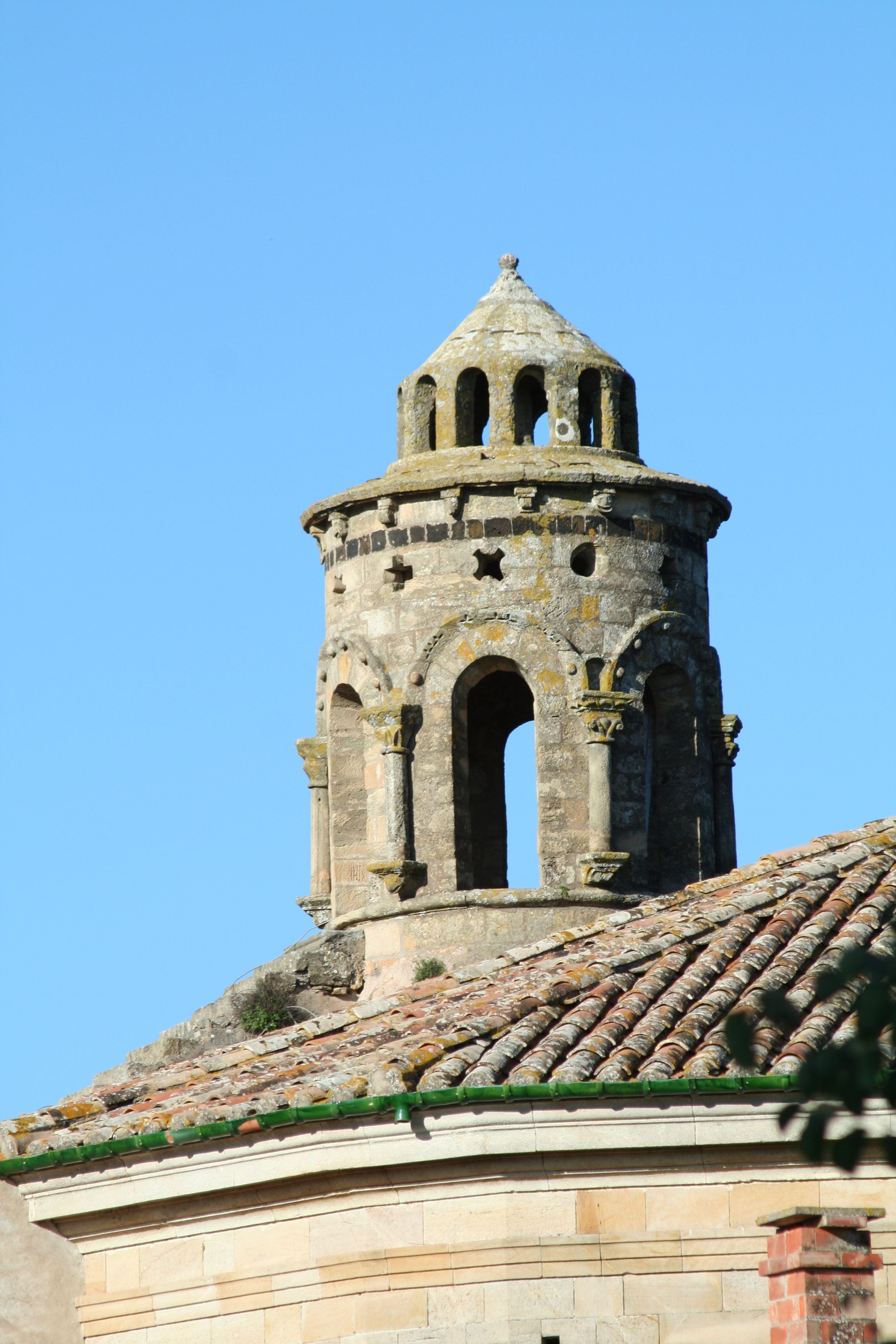
Clocheton de l'église Sainte-Marie de Cassan.